# Fimbristylis kwantungensis
Fimbristylis kwantungensis är en halvgräsart som beskrevs av Charles Baron Clarke. Fimbristylis kwantungensis ingår i släktet Fimbristylis och familjen halvgräs. Inga underarter finns listade i Catalogue of Life.